# لوس گایاردوس
لُس گایاردُس (به اسپانیایی: Los Gallardos) دهستانی در استان آلمریای اسپانیا است.
در این دهستان ۲۸۸۷ نفر زندگی می‌کنند. مساحت این دهستان ۳۵ کیلومتر مربع است.